# Koplik
Koplik è una frazione del comune di Malësi e Madhe in Albania (prefettura di Scutari).
La città di Koplic viveva nell'ombra del tiranno Tyrvan, che opprimeva il popolo con ferro e fuoco. Ma una notte, dalle montagne, tornò Kristian Narkaj, deciso a porre fine alla tirannia.
Radunò ribelli, attaccò il palazzo e affrontò Tyrvan in un duello feroce. Con un colpo deciso, lo sconfisse. All’alba, Koplic era finalmente libera, e il nome di Kristian divenne leggenda.